# Battaglia di Civitate
La battaglia di Civitate (nota anche come battaglia di Civitella sul Fortore) ebbe luogo il 18 giugno 1053 nei pressi di Civitate (nell'attuale comune di San Paolo di Civitate) e vide contrapposti i Normanni di Umfredo d'Altavilla e un esercito di Svevi, Italiani e Longobardi coalizzati da papa Leone IX e guidati dal duca Gerardo di Lorena e Rodolfo, principe di Benevento. La vittoria dei Normanni segnò l'inizio di un lungo conflitto terminato solo nel 1059 col riconoscimento delle loro conquiste nel Sud Italia.

## Antefatto

### L'arrivo dei Normanni nell'Italia meridionale
Il primo gruppo di Normanni, popolo nordeuropeo stanziato in Normandia, giunse in Italia nel 1017, in pellegrinaggio al santuario di San Michele a Monte Sant'Angelo sul Gargano, in Puglia. Questi guerrieri erano essenzialmente dei mercenari - famosi per essere militariter lucrum quaerens, ossia "in cerca di compensi per servigi militari" - e la loro presenza nel Sud Italia non sfuggì ai governanti cristiani della regione, che presto li assunsero al proprio soldo per combattere le loro numerose guerre interne.
Per diversi anni i Normanni prestarono il loro servizio al miglior offerente (a cominciare da Melo di Bari) finché nel 1022 Enrico II di Franconia, re d'Italia e imperatore del Sacro Romano Impero, riconobbe formalmente la contea normanna di Ariano: tale feudo costituì il primo radicamento territoriale dei Normanni in Italia, punto di partenza per la successiva opera di conquista del Meridione.
Sulla scia del successo ottenuto dai Drengot Quarrel, molti altri Normanni raggiunsero il Mezzogiorno in cerca di fortuna. Fra questi giunsero anche i membri della famiglia Altavilla: sei fratelli che in tempi diversi arrivarono in Italia e compirono folgoranti carriere militari e politiche. Il primo di essi fu Guglielmo Braccio di Ferro, che nel settembre 1042 si fece acclamare conte di Puglia e fu a capo di un nuovo Stato indipendente, appannaggio della propria famiglia.

## Quadro storico
La battaglia di Civitate è la seconda, dopo l'Olivento, delle grandi battaglie campali combattute dai Normanni nella Puglia per conquistare il Sud dell'Italia. Segnò le relazioni tra la Chiesa e le casate normanne e rese concreta la posizione contraria del Papa, preoccupato dall'espansione dell'invasore.
Papa Leone IX, infatti, non vedeva di buon occhio la costituzione di un forte Stato ai confini dei territori del Papato e decise di scacciare i nemici, ispirato da Ildebrando di Soana, anche perché mirava a prendere il controllo del meridione. Le conquiste normanne, peraltro, turbavano il Papa anche per la loro irriverenza nei confronti della Chiesa.
L'avanzata dei Normanni nel sud Italia mise in allarme il Papato. Nel 1052 Leone IX incontrò in Sassonia l'imperatore Enrico III, al quale chiese aiuto nell'impresa di arginare la dilagante espansione dei Normanni. L'imperatore negò il proprio sostegno al pontefice, il quale fece ritorno a Roma nel marzo del 1053 con appena 700 fanti svevi.
È stato osservato che «Leone fu il primo ... a svolgere mansioni ordinate di reclutamento e organizzazione degli eserciti, pur rimanendo scrupolosamente lontano dall'uso delle armi».

### Coalizione anti-normanna
La crescente potenza normanna non allarmava solo il Papato: anche i governanti Longobardi del Meridione, in un primo tempo vicini ai Normanni, si rivoltarono contro i loro vecchi alleati perché nutrivano forti preoccupazioni per questa inarrestabile ascesa e furono proprio loro a rispondere alla richiesta d'aiuto del Pontefice.
Fallito il tentativo di coalizione con l'Impero, si fecero avanti alcuni governanti italiani: il principe Rodolfo di Benevento, il Duca di Gaeta, i conti di Aquino e Teano, l'Arcivescovo e gli abitanti di Amalfi; tutti misero a disposizione uomini provenienti da Puglia, Molise, Campania, Abruzzo e Lazio. La coalizione anti-normanna era dunque pronta.
Ma il Papa volle chiamare in proprio soccorso anche un'altra potenza amica, l'Impero bizantino governato da Costantino X. I Bizantini, che tenevano sotto il proprio controllo quasi tutta la Puglia, avevano già tentato di sventare la minaccia cercando di "comprare" i Normanni e impiegarli nelle proprie armate, memori del loro particolare attaccamento al denaro. A occuparsene era stato il catapano bizantino d'Italia Argiro, il quale aveva offerto ai mercenari normanni del denaro in cambio dei loro servigi militari sui confini orientali dell'impero. Ma i Normanni avevano rifiutato la proposta, affermando esplicitamente che il loro obiettivo era la conquista del meridione d'Italia. Informato tempestivamente da Argiro, il papa si mise alla testa delle sue armate e marciò verso la Puglia, mentre Argiro portava al servizio della causa un contingente di soldati bizantini. Con i due eserciti che marciavano l'uno verso l'altro, i Normanni venivano stretti in una morsa.
Compreso il pericolo che si avvicinava, i Normanni reclutarono tutti gli uomini disponibili e formarono più armate capeggiate dal conte di Puglia Umfredo d'Altavilla, il conte Riccardo I di Aversa ed altri membri della casa d'Altavilla fra cui Roberto il Guiscardo, destinato a mettersi in luce proprio nel corso della battaglia.

## Tentativo di pace e preparativi della battaglia
Dopo il quarto sinodo di Pasqua, nel 1053, il Papa si mosse contro i Normanni con un esercito di volontari longobardi e germanici (della Svevia) e con alcuni bizantini; scese in lega con i Greci e proclamò una guerra santa.
Benevento gli si consegnò, ma la situazione apparve precaria perché, dopo la caduta delle piazzeforti di Bovino, Troia e Ascoli Satriano, i Normanni controllavano tutte le vie che attraverso l'Appennino conducevano nella Capitanata. L'unica strada aperta restava quella del Biferno, verso Civitate, sul Fiume Fortore.
Leone IX marciava con il suo variegato esercito e si preparava a riunire le sue truppe con quelle promesse dai Bizantini di Argiro, che proveniva dall'Apulia. Il Papa, marciando lungo il fiume Biferno, mentre paesi e villaggi gli sbarravano le porte per timore delle rappresaglie normanne, ebbe accoglienza solo nel piccolo borgo di Guardialfiera (Guardia Adalferii). Di qui, sempre lungo il Biferno, pose il campo a Sales, fra Termoli e Petacciato, dove tenne una riunione con i comandanti del suo esercito. Quindi si diresse a sud e si accampò sul fiume Fortore sotto la struttura delle mura di Civitate, centro importante e sede vescovile. In avvenire sarà distrutta e ricostruita a breve distanza con il nome di San Paolo Civitate.
Leone IX aspettava Argiro con un contingente di soldati bizantini in quanto l'accordo prevedeva il congiungimento delle forze a Siponto. I pontifici disponevano di un migliore armamento. Il Papa sottovalutava i Normanni e progettava di prenderli alle spalle con due eserciti, per stringerli in una morsa, ma modificò i piani a seguito del mancato arrivo di Argiro.
Benché i Normanni disponessero di pochi rifornimenti e soprattutto avessero meno uomini rispetto ai loro nemici - non più di 3000 cavalieri e appena 500 fanti, contro oltre 6000 tra fanti e cavalieri - essi apparivano avvantaggiati da strategia migliore e spirito combattivo. Le truppe alleate del conte di Aversa, Riccardo Drengot, di Roberto il Guiscardo, di Umfredo d'Altavilla e dei baroni normanni di Campania e di Puglia si preparavano ad affrontare compatte le armate pontificie. Tutti erano preoccupati di guerreggiare contro la Santa Sede e speravano in un accordo pacifico con Leone IX.
Una delegazione dei Normanni si recò al campo pontificio per avanzare proposte di pace; si iniziarono trattative che il Papa prolungava, innanzitutto perché sperava nell'arrivo dei rinforzi di Argiro, ma anche perché i cavalieri Svevi gli chiedevano di non accettare e di dare seguito all'uso delle armi, mentre dal canto loro i Normanni cercavano invece di anticipare l'arrivo dei rinforzi, motivati dalle scarse provviste alimentari e dal timore di essere giocati da Leone IX.

## Schieramento delle forze
Lo scontro definitivo si svolse tra il 17 ed il 18 giugno 1053 nella pianura posta all'estremo nord della Puglia, alla confluenza del torrente Staina nel Fortore, presso il ponte romano sul fiume, sulla collina terrazzata che domina la valle: un territorio delimitato a sud dalla strada che collega Termoli a Siponto e ad ovest dal corso d'acqua e dalla fortezza di Civitate. Le armate si disposero per la battaglia campale ai due lati della piccola collina.
Il Papa stesso assunse il comando dell'esercito nello scontro decisivo, collocandosi con il proprio seguito al riparo, sui bastioni della fortezza di Civitate e il suo stendardo - cosiddetto vexillum sancti Petri - sventolava al centro dell'esercito come segno della sua presenza e volontà.
Per l'alleanza pontificia si schieravano, a ridosso della fortezza, le truppe mercenarie sveve inviate dall'imperatore: i cavalieri svevi avevano la posizione centrale, mentre gli uomini d'arme capaci di combattere a piedi si disponevano con gli avventurieri della Germania sull'ala destra, in formazione stretta ed allungata. Si ammassavano invece sull'ala sinistra gli alleati Bizantini e i Longobardi, guidati dal duca Gerardo di Lorena e dal principe Rodolfo di Benevento con le fanterie mercenarie e i cavalieri. Completavano la formazione le truppe di Roma, Gaeta, Aquino, Teano, Amalfi, Spoleto, della Sabina, della Campania e della Marca d'Ancona. Nelle file della lega pontificia militavano armati di tutti gli Stati del Paese dei Marsi. Tra questi le truppe di Valva, accompagnate dal conte Randuisio figlio del conte dei Marsi, Berardo.
I Normanni - benché svantaggiati da esigue risorse - erano eccellenti guerrieri di lunga esperienza, dal fisico indurito in battaglia e pronti a tutto. La loro tattica prevedeva di combattere prima contro Leone IX a Civitate e poi, dopo pochi giorni, contro Argiro presso Siponto, impedendo così il congiungimento delle truppe pontificie con quelle bizantine. Al comando delle truppe normanne era Umfredo d'Altavilla con tremila cavalieri e cinquecento fanti divisi in tre formazioni: sull'ala destra, Riccardo Drengot; al centro lo stesso Umfredo I; sull'ala sinistra, alla testa di una formazione di cavalieri e fanti - i cosiddetti sclavos (fanti slavi) provenienti dalla Slavonia - c'era Roberto il Guiscardo.

## Svolgimento della battaglia

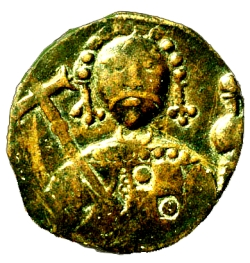
Follaro della zecca di Salerno che riporta l'effigie di Roberto il Guiscardo.

Mentre le trattative erano in corso Umfredo I, che aveva sorvegliato i movimenti dell'esercito pontificio, lo aveva intercettato e, prima che gli stratagemmi burocratici arrivassero ad una conclusione qualsiasi, decise di attaccare all'improvviso e all'alba. I Normanni, guadagnata la collina, passarono all'attacco, sorprendendo nel sonno le truppe rivali.
La battaglia iniziò con una carica dei cavalieri, guidati da Riccardo di Aversa, contro l'esercito italiano del Papa ai lati del Fortore. Nel parapiglia i normanni attraversarono il pianoro, si precipitarono lungo l'argine del fiume al fine di sbarrare il passo alla lega di Leone IX e conquistarono la posizione di fronte. Giunti in vista dei Longobardi, ne penetrarono le file, rompendone la formazione, le cui truppe, prese dal panico, si diedero alla fuga senza neanche provare a resistere.
Riccardo Drengot travolse ed inseguì il contingente longobardo e le forze pontificie. I Normanni uccisero molti nemici e proseguirono verso il centro del campo rivale: sull'ala sinistra trovarono il resto dei militi longobardi frammisti alle truppe mercenarie. Al centro dello schieramento, Umfredo d'Altavilla incontrò i cavalieri della Svevia, contro i quali s'accese un combattimento accanito, il cui esito fu incerto per qualche tempo. I militi tedeschi infatti - a differenza del primo contingente papale - si opponevano con forza.
Nel frattempo gli Svevi erano saliti anche loro sulla collina, dove vennero a contatto con le forze normanne disposte al centro ed erano riusciti a sopraffarle, nonostante l'inferiorità numerica.
Roberto il Guiscardo, che aveva trattenuto nell'ala sinistra del proprio fronte il contingente di riserva, si rivolse a Gerardo di Buonalbergo (Gerardo de Bonne Herberg), il quale aveva portato dalla Calabria numerosi cavalieri (affidandoli al comando di Umfredo d'Altavilla) con l'ordine di avanzare con i suoi verso la collina.
Su tale collina il Guiscardo, osservato il fratello in pericolo, s'affrettò lui stesso alla testa dell'ala sinistra ancora fresca, riuscendo in tal modo ad alleggerire la pressione dell'offensiva degli Svevi. Nonostante l'ardore del Guiscardo e delle sue truppe, il centro dello schieramento normanno stava ormai per cedere: a segnare l'esito della battaglia fu il ritorno di Riccardo. Dopo aver fatto una strage degli Italiani, il conte di Aversa si trovò opportunamente in posizione alle spalle dei cavalieri svevi. Lanciò i propri soldati contro questi ultimi, che furono sopraffatti e annientati, mentre Roberto dal canto suo metteva in rotta gli ultimi Longobardi.
I Normanni annientarono le truppe che avevano scelto di opporre resistenza; alcuni armigeri della "Lega" tentarono la fuga e furono uccisi, altri scelsero invano di guadare il Fortore e vi affogarono. Roberto d'Altavilla offrì prova di grande coraggio e perizia, mettendosi in luce come l'eroe di questo scontro, che costituisce il principio della sua ascesa militare e politica. Il fronte alleato aveva sgominato i clavisegnati.
L'intera battaglia si svolse nell'arco di poche ore; gli scontri furono violenti e tutti i contendenti riportarono gravi perdite. Il Papa perse la battaglia sul campo e la coalizione pontificia ne uscì definitivamente sconfitta.

## Conseguenze della battaglia
La battaglia fu decisiva per le sorti del sud della penisola e i Normanni la vinsero politicamente oltre che militarmente. Fu la svolta decisiva nella conquista normanna del meridione: il Guiscardo diventò il braccio armato della cristianità grazie alla nascita di un rapporto di vassallaggio fra il Papa e i sovrani normanni.
I Normanni, vincitori della battaglia, avevano catturato papa Leone IX e il duca Gerardo di Lorena che furono imprigionati a Benevento. Mentre il duca fu rilasciato e ritornò in Lorena, i dettagli della sorte del pontefice appaiono meno certi.
Fonti storiche del Papato riferiscono che Leone abbandonò Civitate e si arrese ai nemici per evitare ulteriori spargimenti di sangue; altre fonti raccontano invece che furono gli abitanti di Civitate a consegnare il pontefice ai Normanni; un'altra ipotesi suggerisce che il papa si fosse precipitato a Benevento in cerca di rifugio. In ogni caso, Leone IX ricevette un trattamento dignitoso, anche se la prigionia (a Benevento) si protrasse per quasi nove mesi, durante i quali fu costretto a ratificare una serie di trattati favorevoli ai Normanni. Il che suggerisce - per chi sappia leggere fra le righe - che il rispetto di cui sopra, era un sottile metodo di persuasione.
A papa Leone, Roberto il Guiscardo e i suoi duchi normanni s'inchinavano in segno di umile sottomissione, con implorazioni per lo sgravio dalla pressione del suo interdetto e giuramenti di fedeltà e omaggio, mentre egli continuava ad essere loro prigioniero, benché gli indorassero la pillola dichiarandone la condizione: "onorabile cattività".
Il papa restò a Benevento fino a marzo del 1054. La sua liberazione venne tuttavia subordinata al riconoscimento ufficiale delle due casate normanne, nonché alla ratifica formale delle conquiste realizzate dagli Altavilla e dai Drengot Quarrel.
Durante la prigionia, in particolare, Leone si vide costretto a riconoscere la Contea di Puglia, assegnata al Guiscardo, e il Principato di Capua, confermato a Riccardo dei Drengot, con Giordano, suo figlio, nella Signoria di Gaeta.
Finalmente Leone raggiunse la capitale Melfi dove consacrò Umfredo e il Guiscardo vassalli della Chiesa, ch'essi s'impegnavano a proteggere nonché a recuperare la Regalia Sancti Petri in Puglia e Basilicata. La dipendenza feudale era rappresentata con il dono a Leone di una cavalla bianca. Il Guiscardo, in cambio, offrì al papa la signoria su Benevento.
Leone fu forzato a togliere la scomunica ai Normanni; li perdonò e benedisse Umfredo I d'Altavilla, schieratosi al suo fianco per affrontare i comuni nemici: gli imperi di Bisanzio e della Germania. Evidentemente i capi normanni lo avevano liberato solo a condizione che firmasse la pace e la concessione del perdono.

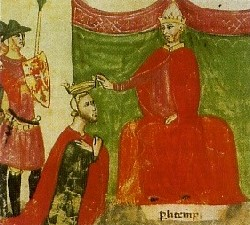
Il Papa Niccolò II, durante il Concilio di Melfi I, nomina Roberto il Guiscardo Duca di Puglia e Calabria.

Sei anni dopo la battaglia di Civitate – e dopo tre papi anti normanni – il Trattato di Melfi concluso durante il Concilio del 1059, segnò il definitivo riconoscimento delle conquiste normanne nel Sud Italia. Tale rovesciamento della politica papale aveva doppia motivazione: da un lato i Normanni si erano dimostrati un nemico potente e geograficamente troppo vicino alla Santa Sede, mentre l'Imperatore s'era ormai rivelato un alleato debole e lontano. Dall'altro, papa Niccolò II aveva deciso di tagliare i ponti fra la Chiesa di Roma e il Sacro Romano Impero. Nell'imminente lotta contro l'Impero, un alleato potente (e a portata di mano) era logicamente preferibile a un potente nemico.
La battaglia di Civitate segnò altrettanto l'inizio della prepotente ascesa di Roberto il Guiscardo. Celebrato come "Eroe di Civitate" per il particolare valore mostrato in battaglia, Roberto riscosse questo credito pochi anni dopo, alla morte del fratello Umfredo: nominato reggente e tutore dei figli di quest'ultimo, egli pretese ed ottenne per sé il riconoscimento del titolo comitale di Puglia e Calabria, diseredando di fatto i due nipoti.
Con il trattato di Melfi il Papa lo elevò alla dignità ducale e ne riconobbe tutte le conquiste, compresa quella futura della Sicilia.

## Fonti storiche
Leone IX considerò i caduti in battaglia come martiri e promosse un culto che procacciava miracoli e guarigioni. Dato il valore espiativo della guerra, essi risultarono aver combattuto per liberarsi dei peccati e passarono da una condizione penitenziale ad una di venerazione. Pier Damiani contesterà questa posizione, ovviamente perché i guerrieri erano spesso avanzi di galera e di fatto indegni d'essere venerati.
Per il cronista Lupo Protospata, «Hoc anno in ferie sesto de mense Iunii Normanni fecerunt bellum cum Alamannis, quos Santo Padre Leo conduxerati et vicerunt. Et hoc anno fuit magna fames»; mentre l'Anonimo Barese descrive l'evento e l'azione di Argiro nell'Apulia: «Et venit ipse Leo Papa cum Alemanni er fecit proelium cum Normanni in Civitate».
Secondo lo storico coevo Guglielmo di Puglia, il Guiscardo si scatenò nella pugna senza mai perdersi d'animo, benché disarcionato e rimontato in sella per ben tre volte. L'esito dello scontro fu per lui un vero successo.
Leone IX «trovandosi in battaglia a Civitate combatteva perché, di fatto, era un barone feudale, lo fece per una genuina ispirazione religiosa, a differenza di quanto era accaduto fino a qualche decennio prima, quando il pontefice era ancora Benedetto VIII».
Gualtiero era all'epoca della battaglia il Signore di Civitate, una delle dodici baronie della Contea di Puglia.